# A957 road
Die A957 road ist eine A-Straße in der schottischen Council Area Aberdeenshire. Sie ist umgangssprachlich auch als Slug Road bekannt, was sich wahrscheinlich von dem gälischen Ausdruck für einen engen Pass oder eine Schlucht ableitet. Der Name könnte somit die Nutzung eines engen Passes in 230 m Höhe an den östlichen Ausläufern der Grampians widerspiegeln.

## Verlauf
Die Straße beginnt als Abzweigung von der A92 (Dunfermline–Stonehaven) kurz vor deren Einmündung in die A90. Sie führt zunächst in nordöstlicher Richtung bis in das Zentrum Stonehavens, wo sie eine der Hauptverkehrsstraßen bildet. Die A957 verlässt Stonehaven in nordwestlicher Richtung. Eine Brücke überführt die Straße über die A90 und sie verläuft nach Nordwesten durch die dünnbesiedelten Regionen Aberdeenshires, wo sie die Weiler Rickarton und Blairydryne anbindet. Vor Rickarton quert die A957 das Cowie Water und kurz vor der Einmündung in die A93 in Crathes den Dee. Sie besitzt eine Gesamtlänge von 23,7 km.